# Lumbricillus santaeclarae
Lumbricillus santaeclarae är en ringmaskart som beskrevs av Eisen 1904. Lumbricillus santaeclarae ingår i släktet Lumbricillus och familjen småringmaskar. Inga underarter finns listade i Catalogue of Life.